# Cephalotes serraticeps
Cephalotes serraticeps är en myrart som först beskrevs av Smith 1858.  Cephalotes serraticeps ingår i släktet Cephalotes och familjen myror. Inga underarter finns listade.